# Songs of sorrow
|  | Denne artikel er oprettet af botten PalnaBot ud fra en ekstern database. Den kan derfor have sproglige fejl eller mangler. Denne skabelon kan fjernes efter kontrol af indholdet. |

Songs of sorrow er en eksperimentalfilm fra 1994 instrueret af Bent Staalhøj efter manuskript af Bent Staalhøj.

## Handling
En rejse gennem dødsmuseet Auschwitz. En tour de force tilbage i tiden.